# Cuya
Cuya es una localidad ubicada a 106 km al sur de Arica, en el norte de Chile, junto al valle de Camarones, en la ribera sur del río Camarones. Es la capital comunal de Camarones, Provincia de Arica, y está emplazada en el extremo sur de la Región de Arica y Parinacota, en el Norte Grande de Chile. 
Cuya está separada en dos sectores: Cuya oriente, al interior del valle, y Cuya poniente, donde se encuentra la aduana de control interno de Cuya, en la Ruta 5 Panamericana Arica-La Serena.

## Demografía

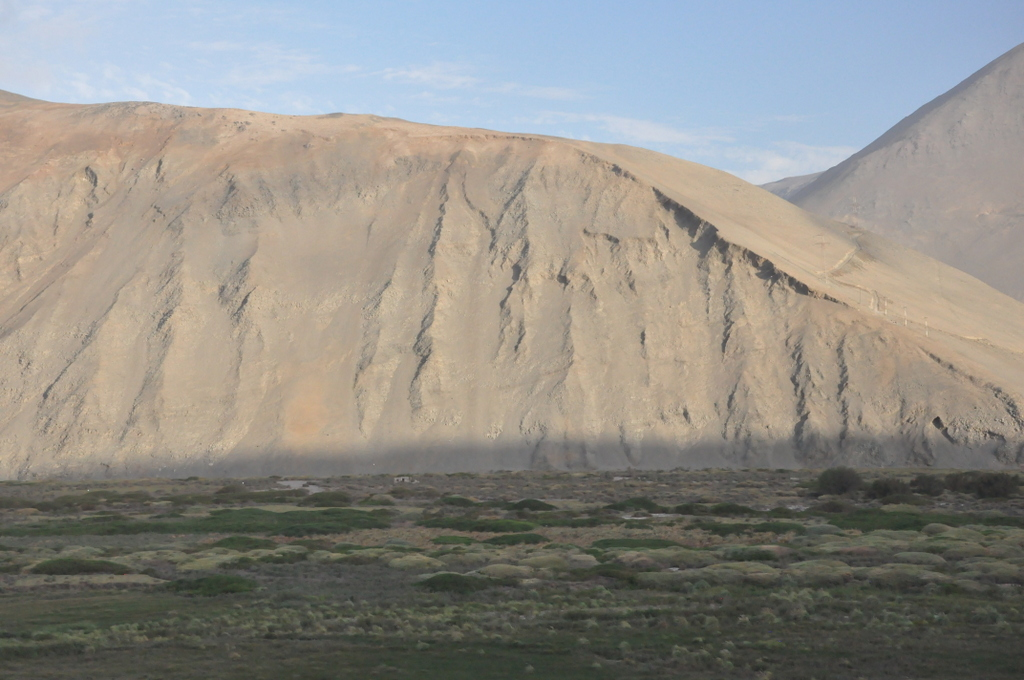
Valle de Camarones en el sector de Cuya oriente, vista desde la Ruta 5.

| Coordenadas                                 | Localidad | Categoría | Población (censo 2002) | Población masculina | Población femenina | Viviendas (censo 2002) |
| ------------------------------------------- | --------- | --------- | ---------------------- | ------------------- | ------------------ | ---------------------- |
| 19°9′35″S 70°10′46″O / -19.15972, -70.17944 | Cuya      | Caserío   | 64                     | 34                  | 30                 | 32                     |